# Marileidy Paulino
Pour les articles homonymes, voir Paulino.
Marileidy Paulino (née le 25 octobre 1996 à Nizao) est une athlète dominicaine, spécialiste du 400 mètres. 
Double médaillée d'argent aux Jeux olympiques de Tokyo en 2021, elle devient championne du monde du relais 4 x 400 m mixte à Eugene en 2022.
En 2023 à Budapest, elle est sacrée championne du monde. 
En 2024 à Paris, elle est également sacrée championne olympique en battant le record  olympique de Marie-José Pérec en finale. 

## Biographie
Marileidy Paulino pratique d'abord le handball avant de pratiquer le 200 mètres, puis le 400 mètres.
Elle est médaillée d'argent sur 200 m aux Jeux mondiaux militaires de Wuhan en 2019, 

### Double médaillée d'argent aux Jeux olympiques (2021)
Marileidy Paulino participe en 2021 aux Jeux Olympiques de Tokyo. Sur la nouvelle épreuve du 4 x 400 m mixte, elle y décroche la médaille d'argent derrière la Pologne en compagnie de Lidio Andrés Feliz, Anabel Medina et Alexander Ogando, en établissant un nouveau record national en 3 min 10 s 21. Sur 400 m, Paulino bat en finale le record de République Dominicaine en 49 s 20 et s'adjuge une nouvelle médaille d'argent derrière la Bahaméenne Shaunae Miller-Uibo. 
Elle devient ainsi la première femme dominicaine médaillée en individuel en athlétisme aux Jeux. 

### Or et argent aux championnats du monde à Eugene (2022)
Elle s'impose sur 400 m et 4 × 400 m mixte lors des Championnats ibéro-américains d'athlétisme 2022.
Le 25 juin 2022 à Saint-Domingue, elle établit un nouveau record de République dominicaine du 200 m en 22 s 36.
Lors des championnats du monde 2022, à Eugene, elle remporte la médaille d'or du relais 4 × 400 m mixte en compagnie de Lidio Andrés Feliz, Alexander Ogando et Fiordaliza Cofil, en battant le record national en 3 min 9 s 82 et en dépassant son modèle Allyson Felix, puis s'empare de la médaille d'argent du 400 m en 49 s 60, devancée par Shaunae Miller-Uibo.
Elle remporte la finale de la Ligue de diamant à Zurich en descendant pour la première fois de sa carrière sous les 49 secondes (48 s 99). Auparavant, au cours de la saison, elle avait remporté les meetings de Doha, Rabat et Lausanne.

### Championne du monde du 400 m (2023)
En juillet 2023, Marileidy Paulino remporte le titre du 400 m des Jeux d'Amérique centrale et des Caraïbes à San Salvador. Elle est également médaillée au titre des relais 4 × 100 m et 4 × 400 m.
Figurant parmi les favorites des championnats du monde 2023 à Budapest, et ce en l'absence pour blessure de l'Américaine Sydney McLaughlin-Levrone, elle s'impose en finale devant Natalia Kaczmarek et Sada Williams, en établissant un nouveau record de République dominicaine en 48 s 76.
En juillet 2024, elle est nommée porte-drapeau de la délégation de la République dominicaine aux Jeux olympiques d'été de 2024 en compagnie du gymnaste artistique Audrys Nin Reyes.
Le 9 août 2024, elle remporte la finale du 400 m en 48 s 17, battant ainsi le record olympique, qui datait de 1996 et était détenu par Marie-José Pérec.

## Palmarès
| Date | Compétition                              | Lieu             | Résultat | Épreuve         | Performance   |
| ---- | ---------------------------------------- | ---------------- | -------- | --------------- | ------------- |
| 2016 | Championnats ibéro-américains            | Rio de Janeiro   | 5e       | 4 × 100 mètres  | 44 s 56       |
| 2016 | Championnats NACAC espoirs               | San Salvador     | 5e       | 100 mètres      | 11 s 98       |
| 2016 | Championnats NACAC espoirs               | San Salvador     | 6e       | 200 mètres      | 24 s 00       |
| 2018 | Jeux d'Amérique centrale et des Caraïbes | Barranquilla     | 3e       | 4 × 100 mètres  | 43 s 68       |
| 2018 | Jeux d'Amérique centrale et des Caraïbes | Barranquilla     | 4e       | 100 mètres      | 11 s 33       |
| 2018 | Jeux d'Amérique centrale et des Caraïbes | Barranquilla     | 4e       | 200 mètres      | 23 s 04       |
| 2019 | Jeux panaméricains                       | Lima             | 7e       | 200 mètres      | 23 s 29       |
| 2019 | Jeux mondiaux militaires                 | Wuhan            | 2e       | 200 mètres      | 23 s 18       |
| 2021 | Jeux olympiques                          | Tokyo            | 2e       | 4 × 400 m mixte | 3 min 10 s 21 |
| 2021 | Jeux olympiques                          | Tokyo            | 2e       | 400 m           | 49 s 20       |
| 2022 | Championnats ibéro-américains            | La Nucia         | 1re      | 400 m           | 49 s 49       |
| 2022 | Championnats ibéro-américains            | La Nucia         | 1re      | 4 × 400 m       | 43 s 81       |
| 2022 | Championnats du monde                    | Eugene           | 2e       | 400 m           | 49 s 60       |
| 2022 | Championnats du monde                    | Eugene           | 1re      | 4 x 400 m mixte | 3 min 9 s 82  |
| 2022 | Ligue de diamant                         | Ligue de diamant | 1re      | 400 m           | 48 s 99       |
| 2023 | Jeux d'Amérique centrale et des Caraïbes | San Salvador     | 1re      | 400 m           | 49 s 92       |
| 2023 | Jeux d'Amérique centrale et des Caraïbes | San Salvador     | 3e       | 4 x 100 m       | 43 s 45       |
| 2023 | Jeux d'Amérique centrale et des Caraïbes | San Salvador     | 2e       | 4 x 400 m       | 3 min 27 s 84 |
| 2023 | Championnats du monde                    | Budapest         | 1re      | 400 m           | 48 s 76       |
| 2023 | Ligue de diamant                         | Ligue de diamant | 1re      | 400 m           | 49 s 58       |
| 2023 | Jeux panaméricains                       | Santiago         | 1re      | 200 m           | 22 s 74       |
| 2023 | Jeux panaméricains                       | Santiago         | 3e       | 4 x 100 m       | 44 s 32       |
| 2023 | Jeux panaméricains                       | Santiago         | 2e       | 4 x 400 m       | 3 min 34 s 27 |
| 2023 | Jeux panaméricains                       | Santiago         | 1re      | 4 x 400 m mixte | 3 min 16 s 05 |
| 2024 | Jeux olympiques                          | Paris            | 1re      | 400 m           | 48 s 17       |

## Records
| Épreuve | Temps        | Vent | Lieu           | Date        |
| ------- | ------------ | ---- | -------------- | ----------- |
| 200 m   | 22 s 36 (NR) | +1,0 | Saint-Domingue | 18 mai 2022 |
| 400 m   | 48 s 17 (OR) | -    | Paris          | 9 août 2024 |